# Sóc Sanborn
Sóc Sanborn, tên khoa học Sciurus sanborni, là một loài động vật có vú trong họ Sóc, bộ Gặm nhấm. Loài này được Osgood mô tả năm 1944. Chúng là loàiđặc hữu của Peru.